# Penwortham Castle

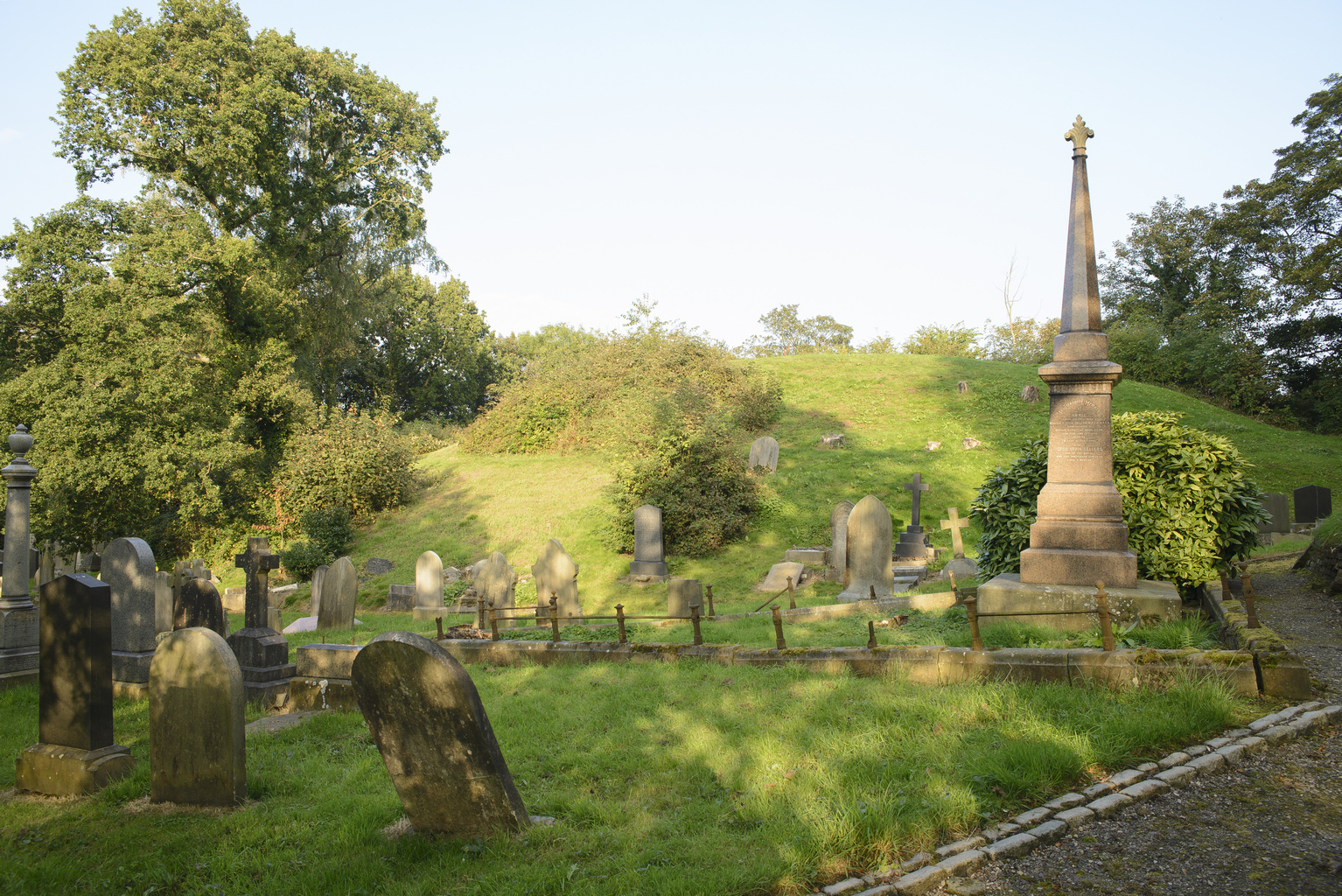
Der Mound von Penwortham Castle

Penwortham Castle ist eine abgegangene Burg am Südufer des River Ribble in Penwortham westlich von Preston in der englischen Grafschaft Lancashire. Das Gelände ist ein Scheduled Monument.

## Geschichte
Die Motte ließ Roger Poitevin kurz nach der normannischen Eroberung Englands 1066 erbauen. Sie diente der Überwachung des Ästuars des Flusses und einer Furt darüber. Als Roger Poitevin Lancaster Castle erbauen ließ, verlor Penwortham Castle seine Bedeutung. Heute ist nur noch der Mound erhalten.